# Рождественская оратория (Бах)
«Рождественская оратория» (нем. Weihnachtsoratorium, BWV 248) — оратория Иоганна Себастьяна Баха для солистов, хора, оркестра и органа, созданная в 1734 году на музыкальном материале своих предшествующих сочинений. Представляет собой цикл из шести духовных (церковных) кантат (частей), предназначенных согласно авторскому замыслу для исполнения по одной во время праздничных рождественских служб (25 декабря—6 января). Является одним из наиболее масштабных сочинений композитора и крупнейшей из его ораторий. В музыковедении обсуждается вопрос о её своеобразном жанре и форме, видимо восходящей к музыкальным лютеранским историям. В настоящее время оратория полностью или частично часто исполняется в период Рождественских праздников.

## История создания и исполнения
Считается, что план создания оригинальной по жанру «Рождественской оратории» возник у Иоганна Себастьяна Баха в 1733 году в Лейпциге, где он начиная с 1723 года работал кантором церкви Святого Фомы.

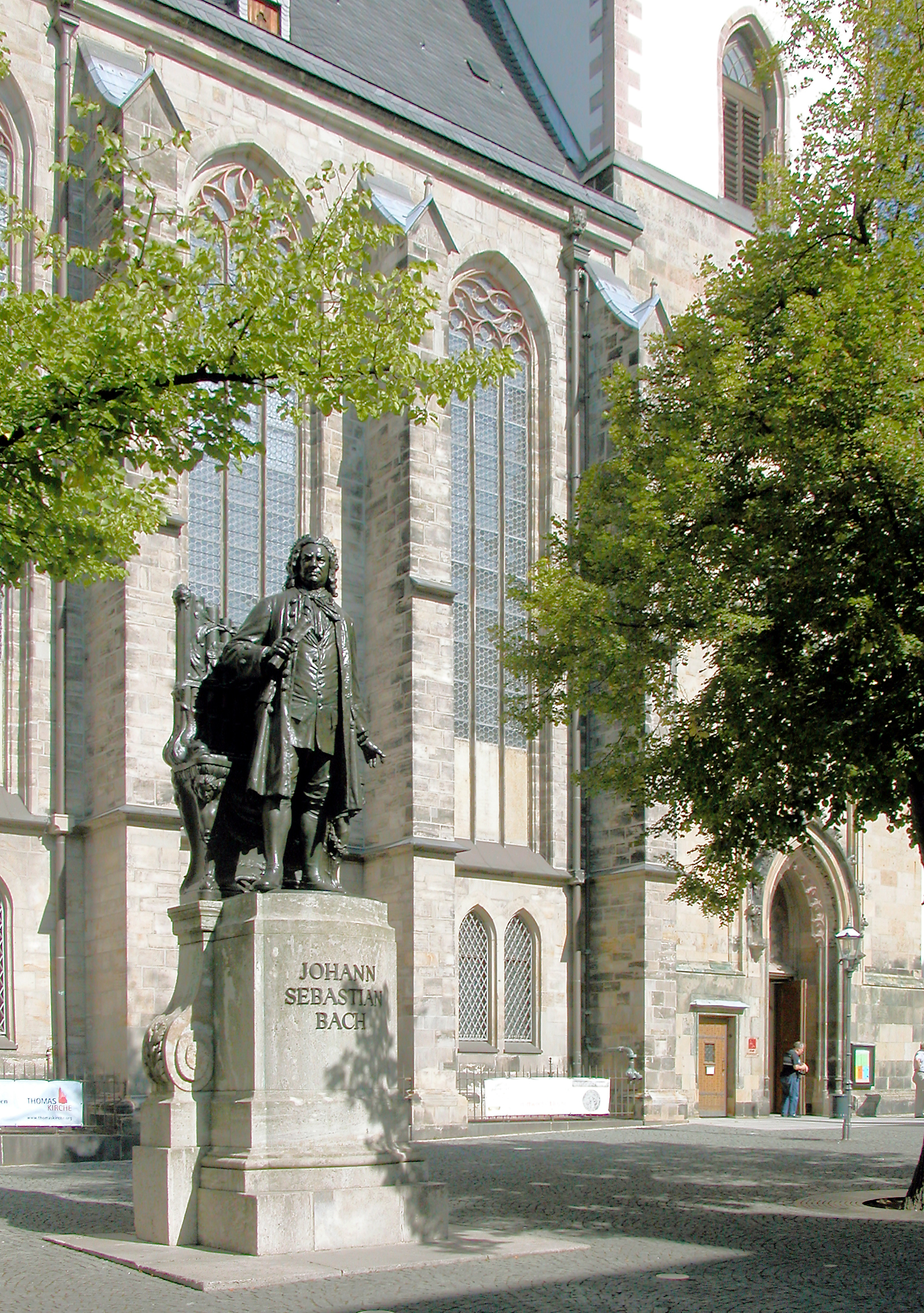
Памятник И. С. Баху около церкви Святого Фомы в Лейпциге

Оратория базируется на материале прежних произведений композитора, что было общепринятой музыкальной практикой в эпоху ренессанса и барокко, получив название метод (принцип) пародии (нем. Parodieverfahren) — заимствование композитором музыки из законченных частей других своих произведений. Уже в XVI—XVII веках «пародийными» именовались мессы с заимствованными народными темами, а в первых десятилетиях XVIII столетия под пародией подразумевали осуществление перетекстовки (сочинение создаётся с новым текстом) или подтекстовку (к инструментальному сочинению придаётся текст, что в немецком языке получило название нем. Тrоpierung — «тропирование»). В мессе си минор Бах также широко использовал музыкальный материал из своих прежних кантат и ораторий. При этом следует отметить, что композитор неоднократно использовал музыку своих светских произведений, при создании вокально-духовных сочинений, осуществляя их перетекстовку, но никогда не наоборот. В целом, количество таких «пересадок» составляет около двадцати процентов творческого наследия композитора. По мнению австрийского дирижёра Николауса Арнонкура, композитор мог задумать светское и духовное произведение одновременно, и в таком случае, первая редакция, как бы приобретает характер эскиза по отношению ко второй. В начале 1730-х годов Бах стремился получить должность саксонско-польского придворного композитора при дрезденском дворе короля Фридриха Августа II, в связи с чем создал целый ряд светских сочинений в честь королевского дома. В 1733 году композитор создал Kyrie и Gloria мессы си минор, такие светские кантаты как «Геркулес на распутье» (нем. Hercules auf dem Scheidewege, BWV 213), «Гремите, литавры, звучите, трубы» (нем. Tönet, ihr Pauken! Erschallet Trompeten!, BWV 214) и «Славь своё счастье, благословенная Саксония» (нем. Preise dein Glücke, gesegnetes Sachsen, BWV 215), которые послужили источником многих номеров оратории. По мнению Альберта Швейцера, композитор видимо заранее решил, что созданный «по случаю» музыкальный материал кантат после их исполнения не должен пропасть даром, а их «торжественно-радостный» характер как нельзя кстати подходит к рождественской музыке: «Можно почти с полной уверенностью утверждать, что Бах создал „Рождественскую ораторию“, чтобы не пропали лучшие номера из „Геркулеса на распутье“ (№ 213) и „Музыкальной драмы в честь королевы“: „Гремите, литавры, звучите, трубы“ (№ 214)». Эти «придворные» кантаты прозвучали в 1733 году в лейпцигском Коллегиум музикум (лат. Collegium Musicum), известном также как «телемановское общество», руководителем которого Бах являлся на протяжении десяти лет, начиная с 1729 года. Первая кантата прозвучала 5 сентября, а вторая 8 декабря 1733 года.
Сюжет «Рождественской оратории» заимствован из Евангелия от Луки (2:1, 3—21), частично из Евангелия от Матфея (2:1—12). Евангельский текст распределяется следующим образом: в номерах 2, 6, 11, 13, 16, 20, 21, 2, 26, 30, 34, 37 — Лук. 2:1 и 2:3—21; в номерах 44, 45, 48, 50, 55, 58, 60 — Мф. 2:1—12. Баховеды указывают на несоответствие повествования либретто порядку литургических чтений Евангелия в соответствующие церковные праздники, что находит отражение в нижеследующей таблице, из которой следует, что такое соответствие имеет место только в одной части:
| Праздник                             | Евангельское чтение | Евангельский текст в «Рождественской оратории» |
| ------------------------------------ | ------------------- | ---------------------------------------------- |
| Рождество                            | Лк. 2:1—14          | Лк 2:1, 3-7                                    |
| Второй день Рождества                | Лк. 2:15—20         | Лк. 2:8—14                                     |
| Третий день Рождества                | Ин. 2:1—14          | 2:15—20                                        |
| Новый год                            | Лк. 2:21            | Лк. 2:21                                       |
| Первое Воскресение после Нового года | Мф. 2:13—23         | Мф. 2:1—6                                      |
| Богоявление                          | Мф. 2:1—12          | Мф. 2:7—12                                     |

В либретто чередуются три виды стихов: евангельские, песенные и мадригальные. Тексты церковных песен использованы как в хоровых, так и сольных хоралах. Автор стихотворных текстов неизвестен. В музыковедческой литературе предполагается, что им был постоянный сотрудник композитора в Лейпциге Пикандер (настоящее имя Христиан Фридрих Генрици), выполнивший перетекстовку при участии композитора.

Сравнение № 9 из кантаты «Геркулес на распутье» и № 4 из «Рождественской оратории»

Большие вступительные хоры и почти все крупные сольные номера оратории заимствованы из ранее написанных им светских кантат. Так, вновь созданы следующие номера: Sinfonia (№ 10), ария альта (31), три хора (№ 21, 26, 45), все 16 речитативов Евангелиста и 8 речитативов accompagnato (аккомпанированных), заново гармонизированы мелодии всех 14 хоралов. Предполагается, что музыка семи номеров из шестой части заимствована из утерянной кантаты А 190 = BWV 248 / VIа. До наших дней дошёл оригинал партитуры оратории, просмотренные композитором партии, а также текст оратории, отпечатанный для первого исполнения. В оригинале партитуры созданные заново номера от заимствованных выделяются аккуратным почерком, так как это копии, а остальное написано настолько поспешно, что в некоторых местах является трудноразличимым.

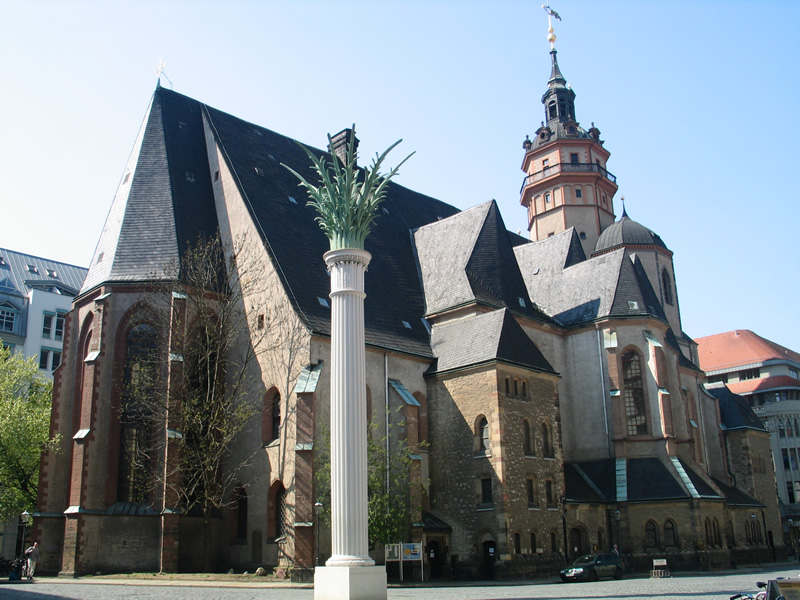
Церковь Святого Николая в Лейпциге

Предполагается, что сочинение было создано в 1734 году (вероятно в конце года), что было отмечено композитором на последнем листе партитуры в дополнение к инициалам: «S.D.G 1.1734» — «Единому Богу слава. 1734». На титульном листе партитуры указано: «Оратория, исполненная во время святок в обеих главных церквях Лейпцига». Считается, что оратория по частям исполнялась в Рождество 25 декабря 1734 года и ближайшие дни следующего, а её исполнение было закончено 6 января 1735 года в праздник Богоявления. По существовавшей в то время в Лейпциге музыкальной традиции, кантаты поочерёдно исполнялись на утренних службах в одной из двух главных церквей города, а также кантата могла прозвучать повторно вечером уже в другой церкви. Исследователи приходят к выводу, что первая часть оратории была исполнена вначале в церкви Святого Николая, затем — в церкви Святого Фомы; вторая — наоборот: в церкви Святого Фомы утром и в церкви Святого Николая вечером; третья часть (как и пятая) исполнялась только в церкви Святого Николая на утреннем богослужении; исполнение же четвёртой и шестой происходило в том же порядке, как и исполнение второй кантаты. Впоследствии Бах ещё несколько раз повторял исполнение оратории, частично или полностью, в аналогичные рождественские дни вплоть до 1745—1746 годов.

## Структура
Из дошедших до нас ораторий Баха «Рождественская» самая масштабная. Она состоит из 6 кантат (частей) длительностью около 30 минут каждая, включающих в себя 64 номера, что в этом отношении значительно превышает другие сочинения композитора в этом жанре. Кантаты (части) приурочены к праздникам Рождественского цикла (25 декабря — 6 января). Так, Рождеству Христову, отмечаемому трёхдневно, посвящены первые три части, последующие три — ближайшим праздникам: четвёртая часть — Новому году и празднику Обрезания Господня, пятая — воскресению после Нового года, заключительная шестая — празднику Богоявления. В оратории практически отсутствуют конкретные действующие лица и события, в ней присутствуют только лирические размышления о них, связанные между собой речитативами Евангелиста. Сюжет распределён по шести частям таким образом: 1. Рождение Младенца; 2. Благая весть; 3. Пастухи у яслей Младенца; 4. Младенец наречён Иисусом; 5. Волхвы у царя Ирода; 6. Поклонение волхвов.
В музыковедении дискутируется вопрос о форме и степени композиционного единства частей оратории, то есть о том является ли это сочинение цельным произведением или циклом кантат. С учётом того, что материал 17 крупных номеров заимствованы Бахом из его предшествующих сочинений Альберт Швейцер, Михаил Друскин, Тамара Ливанова и ряд других авторов, считали её собранием из шести фактически самостоятельных кантат по числу частей оратории. Кроме того в обосновании этой точки зрения указывается, что кантаты были разъединены авторским исполнением, так как она прозвучала в различные дни. По мнению Друскина, ответ на эту музыковедческую проблему не может быть однозначным в связи с тем, что в оратории отсутствует, последовательно проведённый архитектонический план, но с другой стороны, кантаты объединены рождественской темой, и как следствие, общностью порождённых душевных образов, а также общностью музыкальных первоисточников. Другие же баховеды, в той или иной мере, оспаривают данную точку зрения, как ограниченную, указывая, что оратория наделена оригинальной художественной концепцией и соответствует продуманной музыкальной форме. По мнению Владимира Протопопова, этой оратории Баха присущи музыкальные закономерности повторности и взаимосвязи частей большой композиции, что характерно для его инструментальной музыки, и находит отражение в чёткости тонального плана и в репризном проведении трёх хоральных мелодий в различных частях (три хоральные мелодии из первой части, впоследствии возвращаются с новым текстом в других номерах). Тональный план оратории представляет собой следующую последовательность: D-dur — G-dur — D-dur — F-dur — A-dur — D-dur. Преобладание тональности D-dur в «рамочных» 1-й, 3-й и 6-й частях видимо вызвано тем, что именно в них композитор вводит в состав инструментального ансамбля трубы с литаврами. Также некоторые авторы (Вернер Брайг, Роман Насонов и др.) указывают на духовное единство оратории посвящённой циклу рождественских праздников, что придаёт ей цельность композиции.

## Состав исполнителей
- Евангелист (тенор), сопрано, альт, тенор, бас, хор, оркестр, орган.

### Инструменты оркестра
- Часть I: 3 трубы, литавры, 2 поперечные флейты, 2 гобоя, 2 гобоя д’амур, 2 скрипки, альт, Basso continuo

- Часть II: 2 флейты, 2 гобоя д’амур, 2 гобоя да качча, 2 скрипки, альт, Basso continuo
- Часть III: 3 трубы, литавры, 2 флейты, 2 гобоя, 2 гобоя д’амур, 2 скрипки, альт, Basso continuo
- Часть IV: 2 валторны (корно да качча), 2 гобоя, 2 скрипки, альт, Basso continuo
- Часть V: 2 гобоя д’амур, 2 скрипки, альт, Basso continuo
- Часть VI: 3 трубы, литавры, 2 гобоя, 2 гобоя д’амур, 2 скрипки, альт, Basso continuo

### План сочинения
Часть I: Jauchzet, frohlocket, auf, preiset die Tage (Славьте, ликуйте и праздник воспойте).
| No. | Тип                                          | Тональность                         | Такт                                | Начало текста                                               | Инструменты                                                                                 | Источник текста                                                            |
| --- | -------------------------------------------- | ----------------------------------- | ----------------------------------- | ----------------------------------------------------------- | ------------------------------------------------------------------------------------------- | -------------------------------------------------------------------------- |
| 1   | Хор                                          | D-Dur                               | 3/8                                 | Jauchzet, frohlocket, auf, preiset die Tage                 | 3 трубы, литавры, 2 флейты, 2 гобоя, струнные (скрипка I, II, альт) и basso continuo (b.c.) | BWV 214/1: Chor, Tönet, ihr Pauken! Erschallet, Trompeten!                 |
| 2   | Речитатив secco (Евангелист, тенор)          | Речитатив secco (Евангелист, тенор) | Речитатив secco (Евангелист, тенор) | Es begab sich aber zu der Zeit                              | b.c.                                                                                        | Лк. 2:6                                                                    |
| 3   | Речитатив accompagnato (альт)                | Речитатив accompagnato (альт)       | Речитатив accompagnato (альт)       | Nun wird mein liebster Bräutigam                            | 2 гобоя д’амур, b.c.                                                                        |                                                                            |
| 4   | Ария (альт)                                  | a-Moll / C-Dur                      | 3/8                                 | Bereite dich, Zion, mit zärtlichen Trieben                  | гобой д’амур, скрипка, b.c.                                                                 | BWV 213/9: Ария, Ich will dich nicht hören, ich will/mag dich nicht wissen |
| 5   | Хорал                                        | a-Moll                              | (4/4)                               | Wie soll ich dich empfangen                                 | 2 флейты, 2 гобоя, струнные, b.c.                                                           | Пауль Герхард, 1653                                                        |
| 6   | Речитатив secco (Евангелист, тенор)          | Речитатив secco (Евангелист, тенор) | Речитатив secco (Евангелист, тенор) | Und sie gebar ihren ersten Sohn                             | b.c.                                                                                        | Лк. 2:7                                                                    |
| 7   | Хорал (сопрано) Речитатив accompagnato (бас) | G-Dur                               | 3/4 C                               | Er ist auf Erden kommen arm Wer will die Liebe recht erhöhn | 2 гобоя д’амур, b.c.                                                                        | (Хорал): Мартин Лютео, 1524                                                |
| 8   | Ария (бас)                                   | D-Dur                               | 2/4                                 | Großer Herr, o starker König                                | труба I, флейта I, струнные, b.c.                                                           | BWV 214/7: Ария, Kron und Preis gekrönter Damen                            |
| 9   | Хорал                                        | D-Dur                               | C (4/4)                             | Ach mein herzliebes Jesulein                                | 3 трубы, литавры, 2 флейты, 2 гобоя, струнные и b.c. (виолончель, скрипка, фагот, орган)    | Мартин Лютер, 1535                                                         |

Часть II: Und es waren Hirten in derselben Gegend (И были в округе пастухи).
| No. | Тип                                                       | Тональность                                               | Такт                                                      | Начало текста                                     | Инструменты                                                 | Источник текста                                               |
| --- | --------------------------------------------------------- | --------------------------------------------------------- | --------------------------------------------------------- | ------------------------------------------------- | ----------------------------------------------------------- | ------------------------------------------------------------- |
| 10  | Синфония                                                  | G-Dur                                                     | 12/8                                                      | —                                                 | 2 флейты, 2 гобоя д’амур, 2 гобоя да качча, струнные и b.c. |                                                               |
| 11  | Речитатив secco (Евангелист, тенор)                       | Речитатив secco (Евангелист, тенор)                       | Речитатив secco (Евангелист, тенор)                       | Und es waren Hirten in derselben Gegend           | b.c.                                                        | Лк. 2:8, 9                                                    |
| 12  | Хорал                                                     | G-Dur                                                     | C (4/4)                                                   | Brich an, o schönes Morgenlicht                   | 2 флейты, 2 гобоя д’амур, 2 гобоя да качча, струнные и b.c. | Иоганн Рист, 1641                                             |
| 13  | Речитатив accompagnato (Евангелист, тенор; Ангел сопрано) | Речитатив accompagnato (Евангелист, тенор; Ангел сопрано) | Речитатив accompagnato (Евангелист, тенор; Ангел сопрано) | Und der Engel sprach zu ihnen Fürchtet euch nicht | струнные, b.c.                                              | Лк. 2:10, 11                                                  |
| 14  | Речитатив accompagnato (бас)                              | Речитатив accompagnato (бас)                              | Речитатив accompagnato (бас)                              | Was Gott dem Abraham verheißen                    | 2 гобоя д’амур, 2 гобоя да качча, струнные и b.c.           |                                                               |
| 15  | Ария (тенор)                                              | e-Moll                                                    | 3/8                                                       | Frohe Hirten, eilt, ach eilet                     | флейта, b.c.                                                | BWV 214/5: Ария, Fromme Musen! meine Glieder!                 |
| 16  | Речитатив secco (Евангелист, тенор)                       | Речитатив secco (Евангелист, тенор)                       | Речитатив secco (Евангелист, тенор)                       | Und das habt zum Zeichen                          | b.c.                                                        | Лк. 2:12                                                      |
| 17  | Хорал                                                     | C-Dur                                                     | C (4/4)                                                   | Schaut hin, dort liegt im finstern Stall          | 2 флейты, 2 гобоя д’амур, 2 гобоя да качча, струнные и b.c. | Пауль Герхард, 1667                                           |
| 18  | Речитатив accompagnato (бас)                              | C-Dur/ G-Dur                                              |                                                           | So geht denn hin, ihr Hirten, geht                | 2 гобоя д’амур, 2 гобоя да качча, b.c.                      |                                                               |
| 19  | Ария (альт)                                               | G-Dur/ e-Moll                                             | 2/4                                                       | Schlafe, mein Liebster, genieße der Ruh'          | флейта I, 2 гобоя д’амур, 2 гобоя да качча, струнные и b.c. | BWV 213/3: Ария, Schlafe, mein Lieb(st)er, und pflege der Ruh |
| 20  | Речитатив secco (Евангелист, тенор)                       | Речитатив secco (Евангелист, тенор)                       | Речитатив secco (Евангелист, тенор)                       | Und alsobald war da bei dem Engel                 | b.c.                                                        | Лк. 2:13                                                      |
| 21  | Хор                                                       | G-Dur                                                     | (2/2)                                                     | Ehre sei Gott in der Höhe                         | 2 флейты, 2 гобоя д’амур, 2 гобоя да качча, струнные и b.c. | Лк. 2:14; BWV 247/33b Kreuzige ihn                            |
| 22  | Речитатив secco (бас)                                     | Речитатив secco (бас)                                     | Речитатив secco (бас)                                     | So recht, ihr Engel, jauchzt und singet           | b.c.                                                        |                                                               |
| 23  | Хорал                                                     | G-Dur                                                     | 12/8                                                      | Wir singen dir in deinem Heer                     | 2 флейты, 2 гобоя д’амур, 2 гобоя да качча, струнные и b.c. | Пауль Герхард, 1656                                           |

Часть III: Herrscher des Himmels, erhöre das Lallen (Лепет услышь наш, небес Повелитель).
| No.        | Тип                                 | Тональность                         | Такт                                | Начало текста                                | Инструменты                                          | Источник текста                                           |
| ---------- | ----------------------------------- | ----------------------------------- | ----------------------------------- | -------------------------------------------- | ---------------------------------------------------- | --------------------------------------------------------- |
| 24         | Хор                                 | D-Dur                               | 3/8                                 | Herrscher des Himmels, erhöre das Lallen     | 3 трубы, литавры, 2 флейты, 2 гобоя, струнные и b.c. | BWV 214/9: Хор, Blühet, ihr Linden in Sachsen, wie Zedern |
| 25         | Речитатив secco (Евангелист, тенор) | Речитатив secco (Евангелист, тенор) | Речитатив secco (Евангелист, тенор) | Und da die Engel von ihnen gen Himmel fuhren | b.c.                                                 | Лк. 2:15                                                  |
| 26         | Хор                                 | A-Dur                               | 3/4                                 | Lasset uns nun gehen gen Bethlehem           | 2 флейты, 2 гобоя д’амур, струнные и b.c.            |                                                           |
| 27         | Речитатив accompagnato (бас)        | A-Dur                               |                                     | Er hat sein Volk getröst'                    | 2 флейты, b.c.                                       |                                                           |
| 28         | Хорал                               | D-Dur                               | C (4/4)                             | Dies hat er alles uns getan                  | 2 флейты, 2 гобоя, струнные и b.c.                   | Мартин Лютер, 1524                                        |
| 29         | Дуэт (сопрано, бас)                 | A-Dur                               | 3/8                                 | Herr, dein Mitleid, dein Erbarmen            | 2 гобоя д’амур и b.c.                                | BWV 213/11: Ария, Ich bin deine, du bist meine            |
| 30         | Речитатив secco (Евангелист, тенор) | Речитатив secco (Евангелист, тенор) | Речитатив secco (Евангелист, тенор) | Und sie kamen eilend                         | b.c.                                                 | Лк. 2:16—19                                               |
| 31         | Ария (альт)                         | D-Dur/h-Moll                        | 2/4                                 | Schließe, mein Herze, dies selige Wunder     | скрипка соло, b.c.                                   |                                                           |
| 32         | Речитатив accompagnato (альт)       | Речитатив accompagnato (альт)       | Речитатив accompagnato (альт)       | Ja, ja, mein Herz soll es bewahren           | 2 флейты, b.c.                                       |                                                           |
| 33         | Хорал                               | G-Dur                               | C (4/4)                             | Ich will dich mit Fleiß bewahren             | 2 флейты, 2 гобоя, струнные и b.c.                   | Пауль Герхард, 1653                                       |
| 34         | Речитатив secco (Евангелист, тенор) | Речитатив secco (Евангелист, тенор) | Речитатив secco (Евангелист, тенор) | Und die Hirten kehrten wieder um             | b.c.                                                 | Лк. 2:20                                                  |
| 35         | Хорал                               | fis-Moll                            | C (4/4)                             | Seid froh dieweil                            | 2 флейты, 2 гобоя, струнные, b.c.                    | Кристоф Рунге, 1653                                       |
| 24 da capo | Хор                                 | D-Dur                               | 3/8                                 | Herrscher des Himmels, erhöre das Lallen     | 3 трубы, литавры, 2 флейты, 2 гобоя, струнные и b.c. | BWV 214: Хор, Blühet, ihr Linden in Sachsen, wie Zedern   |

Часть IV: Fallt mit Danken, fallt mit Loben (Благодарения воздайте и восхваления несите).
| No. | Тип                                           | Тональность                                   | Такт                                          | Начало текста                                              | Инструменты                                           | Источник текста                                        |
| --- | --------------------------------------------- | --------------------------------------------- | --------------------------------------------- | ---------------------------------------------------------- | ----------------------------------------------------- | ------------------------------------------------------ |
| 36  | Хор                                           | F-Dur                                         | 3/8                                           | Fallt mit Danken, fallt mit Loben                          | 2 валторны, 2 гобоя, струнные и b.c.                  | BWV 213/1: Хор, Lasst uns sorgen, lasst uns wachen     |
| 37  | Речитатив secco (Евангелист, тенор)           | Речитатив secco (Евангелист, тенор)           | Речитатив secco (Евангелист, тенор)           | Und da acht Tage um waren                                  | b.c.                                                  | Лк. 2:21                                               |
| 38  | Речитатив accompagnato (бас) Ариозо (сопрано) | Речитатив accompagnato (бас) Ариозо (сопрано) | Речитатив accompagnato (бас) Ариозо (сопрано) | Immanuel, o süßes Wort Jesu, du mein liebstes Leben        | струнные, b.c.                                        | Иоганн Рист, 1642                                      |
| 39  | Ария (сопрано и «echo» сопрано)               | C-Dur                                         | 6/8                                           | Flößt, mein Heiland, flößt dein Namen                      | гобой соло, b.c.                                      | BWV 213/5: Ария, Treues Echo dieser Orten              |
| 40  | Речитатив accompagnato (бас) Ариозо (сопрано) | Речитатив accompagnato (бас) Ариозо (сопрано) | Речитатив accompagnato (бас) Ариозо (сопрано) | Wohlan, dein Name soll allein Jesu, meine Freud' und Wonne | струнные, b.c.                                        | Иоганн Рист, 1642                                      |
| 41  | Ария (тенор)                                  | d-Moll                                        | C (4/4)                                       | Ich will nur dir zu Ehren leben                            | 2 скрипки, b.c.                                       | BWV 213/7: Ария, Auf meinen Flügeln sollst du schweben |
| 42  | Хорал                                         | F-Dur                                         | 3/4                                           | Jesus richte mein Beginnen                                 | 2 валторны (корно да качча), 2 гобоя, струнные и b.c. | Иоганн Рист, 1642                                      |

Часть V: Ehre sei dir, Gott, gesungen (Слава Господу поётся).
| No. | Тип                                   | Тональность                         | Такт                                | Начало текста                                                                                  | Инструменты                    | Источник текста                                                     |
| --- | ------------------------------------- | ----------------------------------- | ----------------------------------- | ---------------------------------------------------------------------------------------------- | ------------------------------ | ------------------------------------------------------------------- |
| 43  | Хор                                   | A-Dur/ fis-Moll                     | 3/4                                 | Ehre sei dir, Gott, gesungen                                                                   | 2 гобоя д’амур, струнные, b.c. |                                                                     |
| 44  | Речитатив secco (Евангелист, тенор)   | Речитатив secco (Евангелист, тенор) | Речитатив secco (Евангелист, тенор) | Da Jesus geboren war zu Bethlehem                                                              | b.c.                           | Мф. 2:1                                                             |
| 45  | Хор Речитатив accompagnato (альт) Хор | D-Dur                               | C (4/4)                             | Wo ist der neugeborne König der Juden Sucht ihn in meiner Brust Wir haben seinen Stern gesehen | 2 гобоя д’амур, струнные, b.c. | Мф. 2:2; BWV 247: Хор, Pfui dich, wie fein zerbrichst du den Tempel |
| 46  | Хорал                                 | A-Dur                               | C (4/4)                             | Dein Glanz all Finsternis verzehrt                                                             | 2 гобоя д’амур, струнные, b.c. | Георг Вайссель, 1642                                                |
| 47  | Ария (бас)                            | fis-Moll                            | 2/4                                 | Erleucht auch meine finstre Sinnen                                                             | гобой д’амур соло, орган, b.c. | BWV 215/7: Ария, Durch die von Eifer entflammeten Waffen            |
| 48  | Речитатив secco (Евангелист, тенор)   | Речитатив secco (Евангелист, тенор) | Речитатив secco (Евангелист, тенор) | Da das der König Herodes hörte                                                                 | b.c.                           | Мф. 2:3                                                             |
| 49  | Речитатив accompagnato (альт)         | Речитатив accompagnato (альт)       | Речитатив accompagnato (альт)       | Warum wollt ihr erschr                                                                         | струнные, b.c.                 |                                                                     |
| 50  | Речитатив secco (Евангелист, тенор)   | Речитатив secco (Евангелист, тенор) | Речитатив secco (Евангелист, тенор) | Und ließ versammlen alle Hohepriester                                                          | b.c.                           | Мф. 2:4—6                                                           |
| 51  | Трио (сопрано, альт, тенор)           | h-Moll                              | 2/4                                 | Ach, wenn wird die Zeit erscheinen?                                                            | скрипка соло, b.c.             |                                                                     |
| 52  | Речитатив accompagnato (альт)         | Речитатив accompagnato (альт)       | Речитатив accompagnato (альт)       | Mein Liebster herrschet schon                                                                  | b.c.                           |                                                                     |
| 53  | Choral                                | A-Dur                               | C (4/4)                             | Zwar ist solche Herzensstube                                                                   | 2 гобоя д’амур, струнные, b.c. | Йоганн Франк, 1655                                                  |

Часть VI: Herr, wenn die stolzen Feinde schnauben (Господь когда врагам неймётся).
| No. | Тип                                            | Тональность                                    | Такт                                           | Начало текста                                                         | Инструменты                                | Источник текста              |
| --- | ---------------------------------------------- | ---------------------------------------------- | ---------------------------------------------- | --------------------------------------------------------------------- | ------------------------------------------ | ---------------------------- |
| 54  | Хор                                            | D-Dur                                          | 3/8                                            | Herr, wenn die stolzen Feinde schnauben                               | 3 трубы, литавры, 2 гобоя, струнные и b.c. | BWV Anh. 10/1 / BWV 248a     |
| 55  | Речитатив secco (Евангелист, тенор; Ирод, бас) | Речитатив secco (Евангелист, тенор; Ирод, бас) | Речитатив secco (Евангелист, тенор; Ирод, бас) | Da berief Herodes die Weisen heimlich Ziehet hin und forschet fleißig | b.c.                                       | Мф. 2:7, 8                   |
| 56  | Речитатив accompagnato (сопрано)               | Речитатив accompagnato (сопрано)               | Речитатив accompagnato (сопрано)               | Du Falscher, suche nur den Herrn zu fällen                            | струнные, b.c.                             | BWV 248a                     |
| 57  | Ария (сопрано)                                 | A-Dur/fis-Moll/A-Dur                           | 3/4                                            | Nur ein Wink von seinen Händen                                        | гобой д’амур, струнные, b.c.               | BWV 248a                     |
| 58  | Речитатив accompagnato (Евангелист, тенор)     | Речитатив accompagnato (Евангелист, тенор)     | Речитатив accompagnato (Евангелист, тенор)     | Als sie nun den König gehöret hatten                                  | b.c.                                       | Мф. 2:9—11                   |
| 59  | Хорал                                          | G-Dur                                          | C (4/4)                                        | Ich steh an deiner Krippen hier                                       | 2 гобоя, струнные, b.c.                    | Пауль Герхардт, 1656         |
| 60  | Речитатив secco (Евангелист, тенор)            | Речитатив secco (Евангелист, тенор)            | Речитатив secco (Евангелист, тенор)            | Und Gott befahl ihnen im Traum                                        | b.c.                                       | Мф. 2:12                     |
| 61  | Речитатив accompagnato (тенор)                 | Речитатив accompagnato (тенор)                 | Речитатив accompagnato (тенор)                 | So geht! Genug, mein Schatz geht nicht von hier                       | 2 гобоя д’амур, b.c.                       | BWV 248a                     |
| 62  | Ария (тенор)                                   | h-Moll                                         | 2/4                                            | Nun mögt ihr stolzen Feinde schrecken                                 | 2 гобоя д’амур, b.c.                       | BWV 248a                     |
| 63  | Речитатив secco (сопрано, альт, тенор, бас)    | Речитатив secco (сопрано, альт, тенор, бас)    | Речитатив secco (сопрано, альт, тенор, бас)    | Was will der Höllen Schrecken nun                                     | b.c.                                       | BWV 248a                     |
| 64  | Хорал                                          | D-Dur                                          | C (4/4)                                        | Nun seid ihr wohl gerochen                                            | 3 трубы, литавры, 2 гобоя, струнные и b.c  | Георг Вернер, 1648; BWV 248a |

## Дискография (выборка)
| Год записи | Дирижёр             | Евангелист (тенор)   | Солисты                                                                                          | Оркестр                                         | Хор                                  |
| ---------- | ------------------- | -------------------- | ------------------------------------------------------------------------------------------------ | ----------------------------------------------- | ------------------------------------ |
| 1955       | Фриц Леманн         | Хельмут Кребс        | Зиглинда Вагнер (альт), Хайнц Рефасс (бас), Гунтхильда Вебер (сопрано)                           | Берлин Мотетхор                                 | Камерный хор RIAS                    |
| 1957       | Фриц Мюнх           | Юг Кюэно             | Люси Раух (альт), Доминик Вебер (бас), Евгения Лоренц (сопрано)                                  | Муниципальный оркестр Страсбурга                | Страсбургский хор Святого Гильома    |
| 1958       | Курт Томас          | Йозеф Траксель       | Марга Хёфген (альт), Дитрих Фишер-Дискау (баритон), Агнес Гиебель (сопрано)                      | Лейпцигский оркестр Гевандхауза                 | Томаненхор                           |
| 1963       | Фриц Вернер         | Хельмут Кребс        | Клаудиа Хелманн (альт), Барри Макдэниел (баритон), Агнес Гиебель (сопрано)                       | Камерный оркестр Юго-Западной Германии          | Heinrich-Schütz-Chor Heilbronn       |
| 1965       | Карл Рихтер         | Фриц Вундерлих       | Криста Людвиг (альт), Франц Красс (бас), Гундула Яновиц (сопрано)                                | Мюнхенский Баховский Хор                        | Мюнхенский Баховский оркестр         |
| 1973       | Николаус Арнонкур   | Курт Экюлуц          | Пауль Эсвуд (контратенор), Зигмунд Нимсгерм (бас)                                                | Венский хор мальчиков                           | Concentus Musicus Wien               |
| 1987       | Джон Элиот Гардинер | Энтони Рольф Джонсон | Анне Софи фон Оттер (альт), Олаф Бэр (бас), Ханц Петер Блохвиц (тенор), Нэнси Арджента (сопрано) | Хор Монтеверди                                  | English Baroque Soloists             |
| 1989       | Филипп Херревеге    | Говард Крук          | Майкл Чанс (альт), Питер Куй (бас), Барбара Шлиц (сопрано)                                       | Collegium Vocale Gent                           |                                      |
| 1996       | Тон Копман          | Кристоф Прегардьен   | Элизабет фон Магнус (альт), Клаус Мертенс (бас), Лиза Ларссон (сопрано)                          | Амстердамский барочный оркестр и хор            |                                      |
| 1997       | Рене Якобс          | Вернер Гюра          | Андреас Шолль (альт), Клаус Хагер (бас), Ханц Петер Блохвиц (тенор), Нэнси Арджента (сопрано)    | Камерный хор RIAS                               | Берлинская академия старинной музыки |
| 1999       | Джон Элиот Гардинер | Кристоф Генц         | Бернарда Финк (альт), Дитрих Хеншел (бас), Клэрон Макфадден (сопрано)                            | Хор Ментеверди                                  | English Baroque Soloists             |
| 2000       | Гельмут Риллинг     | Джеймс Тейлор        | Ингеборга Данц (альт), Маркус Ульман (тенор), Сибилла Рубенс (сопрано)                           | Gächinger Kantorei                              | Bach-Collegium Stuttgart             |
| 2003       | Диего Фазолис       | Чарльз Дэниелс       | Бернхард Ландауэр (альт), Клаус Мертенс (бас), Линн Доусон (сопрано)                             | Coro della Radio svizzera                       |                                      |
| 2007       | Николаус Арнонкур   | Вернер Гюра          | Бернарда Финк (меццо-сопрано), Джеральд Финли (баритон), Кристина Шефер (сопрано)                | Хор Арнольда Шёнберга (Arnold Schoenberg Choir) | Concentus Musicus Wien               |
| 2008       | Масааки Судзуки     | Герд Тюрк            | Ёсикадзу Мэра (контртенор), Петер Кой (бас), Моника Фриммер (сопрано)                            | Bach Collegium Japan                            |                                      |
| 2010       | Рикардо Шайи        | Мартин Латтке        | Вибке Лемкуль (альт), Константин Вольф (бас), Каролин Сампсон (сопрано)                          | Дрезденский камерный хор (Dresdner Kammerchor)  | Лейпцигский оркестр Гевандхауза      |
| 2013       | Филипп Херревеге    | Томас Хоббс          | Дамьен Гийон (контртенор), Петер Кой (бас), Доротея Мильдс (сопрано)                             | Collegium Vocale Gent                           |                                      |